# Jordi Sebastià i Talavera

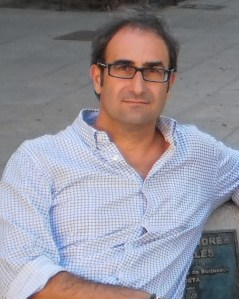
Jordi Sebastià i Talavera

Jordi Sebastià i Talavera (* 23. November 1966 in Valencia) ist ein spanischer Politiker der Coalició Compromís. Seit 2014 ist er Abgeordneter im Europäischen Parlament. Dort ist er Mitglied im Ausschuss für Landwirtschaft und ländliche Entwicklung, im Ausschuss für die Rechte der Frau und die Gleichstellung der Geschlechter, in der Delegation für die Beziehungen zu den Maghreb-Ländern und der Union des Arabischen Maghreb und in der Delegation in der Parlamentarischen Versammlung der Union für den Mittelmeerraum.